# Neocórtex
Neocórtex, neocorteza, neopalio o isocórtex son las denominaciones que reciben las áreas más evolucionadas de la corteza cerebral. Las áreas de neocorteza constituyen el más reciente manto (palio) neuronal, que recubre cada lóbulo cerebral de los mamíferos. Se encuentra desarrollado en los primates y muy desarrollado en el género Homo.
En el neocórtex siempre se puede reconocer la Citoarquitectura de la corteza cerebral con estratificación en seis capas
histológicas horizontales (de I a VI), diferenciables según el tipo neuronal y las conexiones que presenta.
La neocorteza está implicada en las funciones cerebrales superiores: generación de órdenes motoras, control espacial, percepción sensorial, pensamiento consciente y además el lenguaje en los humanos. Se podría resumir como el cerebro de la racionalidad.

## Desarrollo
La evolución del neocórtex en los mamíferos se considera un avance que permitió una función cognitiva superior.
El desarrollo neurológico normal comprendido entre la embriogénesis y la madurez está caracterizado, por dos instancias: un proceso progresivo que es seguido por un proceso regresivo. Primero la proliferación, la migración y la mielinación de células durante la embriogénesis y la infancia. Segundo, un proceso regresivo debido a la muerte de células (que tiene lugar en modo especialmente acentuado en los primeros meses de vida y luego a lo largo de toda la vida) y a la pérdida de conexiones sinápticas hacia la senectud.

### Migración neuronal embrionaria
Durante el desarrollo del neocórtex en el feto, las neuronas nacen en lo profundo del cerebro (zona ventricular) mediante divisiones celulares repetidas de las células progenitoras neurales.

Las primeras neuronas nacidas en el neocórtex son las neuronas que forman la llamada capa de la subplaca. Después de generar las neuronas de la placa, los progenitores neurales generan grandes cantidades de neuronas excitadoras, que migran en masa hacia la superficie del cerebro (piamadre), donde forman las diferentes capas del neocórtex.

## Estructura
El neocórtex representa la inmensa mayoría de la corteza cerebral. La estructura diferencial del neocórtex es microscópica y se caracteriza por poseer el mayor número de capas (numeradas como I a VI).

Pliegues del neocórtex (girus).

El neocórtex humano representa el 90 % de la masa de toda la corteza cerebral, y contiene un número mínimo estimado de 14 000 000 000 (catorce mil millones,  1,4 × 1010) de neuronas.

### Macroarquitectura

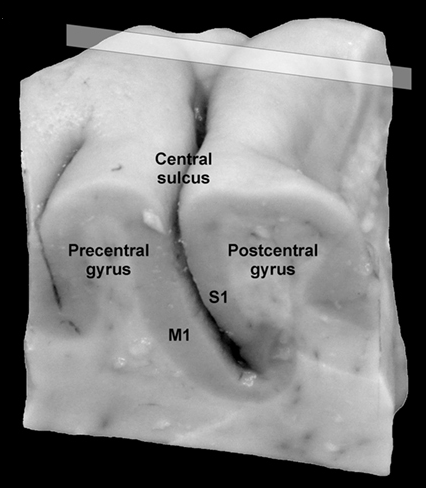
Neocortex motor (M1) y sensorial (S1).

Mientras que el neocórtex es liso en las ratas y otros pequeños mamíferos, tiene profundos surcos y circunvoluciones abultadas en los primates y otros mamíferos. Estos pliegues sirven para aumentar la superficie de la neocorteza dentro del volumen limitado del cráneo. El rápido crecimiento de la corteza humana durante el desarrollo se acompaña de su plegamiento en una estructura altamente complicada: el giro o circunvolución. El proceso de plegamiento (girificación) es el mecanismo fundamental para maximizar el número de neuronas corticales y minimizar la distancia entre ellas.
El neocórtex tiene un grosor de 2-4 milímetros (mm) en el humano y presenta una estructura bastante uniforme, que está compuesta característicamente por seis capas

### Microarquitectura

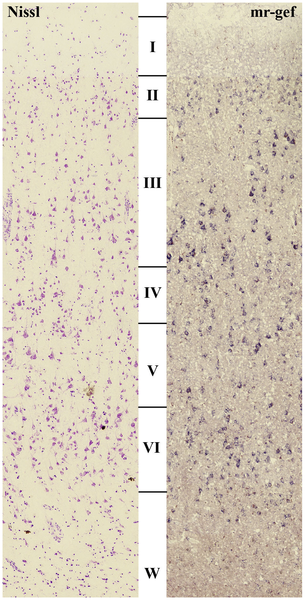
Citoarquitectura del neocórtex visual: al centro, numeración de las capas uno(I) a seis(VI)
Columna izquierda: somas de neuronas marcados por la tinción de Nissl en violeta. Histoquímica.
Columna derecha: neuronas glutamatérgicas marcadas para MR-GEF en azul.
Hibridación in situ. Microscopio confocal.

La neocorteza está conformada por varios tipos de células bien diferenciadas: los oligodendrocitos, la microglía y las neuronas.
Las neuronas del neocórtex de los mamíferos son de dos tipos: inhibidoras y excitadoras, y muestran propiedades, conexiones y funciones específicas.
Las estimaciones históricas del número de neuronas oscilaron entre 1 200 000 000 (mil doscientos millones) y 32 000 000 000 (treinta y dos mil millones) para toda la corteza (hemisferios derecho e izquierdo combinados)
En 1953, se calculaba un número de neuronas de 12 000 000 000-15 000 000 000 (doce mil millones a quince mil millones) en el telencéfalo. En 2003, el número total de neuronas en la neocorteza se estimó en 21 × 109 (21 000 000 000).
En 2008, se recalculó que había entre 21 000 000 000 y 26 000 000 000 (entre veintiún mil millones y veintiséis mil millones) de neuronas en la corteza cerebral.
En 2009, se estimó que una corteza cerebral humana de 1200 gramos (g) podría tener en total solamente 16 000 000 000 (dieciséis mil millones,  1,6 × 1010) de neuronas.
|               | Cerebro | Corteza cerebral | Neocortex |
| ------------- | ------- | ---------------- | --------- |
| Total células | 92-120  | 70-84            | 30-56     |
| Neuronas      | 78-86   | 14-18            | 14        |
|               | -       | -                | -         |
| Masa (gr)     | 1480    | 1230             | 1110      |

El número total de células, es decir, neuronas neocorticales, sumadas a las células gliales, que se calculó en un estudio de 2008, fue de 49 000 000 000 (cuarenta y nueve mil millones) para mujeres y de 65 000 000 000 (sesenta y cinco mil millones) para hombres, una diferencia con una alta variación biológica. En 2003, se estimó el número de células gliales en el neocórtex en 39 000 000 000 (treinta y nueve mil millones).
El neocórtex femenino contiene aproximadamente 18 000 000 000 (dieciocho mil millones) de neuronas, mientras el neocórtex del varón contiene 24 000 000 000 (veinticuatro mil millones).[cita requerida]
Los varones tienen un número de neuronas neocorticales un 19 % más alto que las mujeres, y un número 28 % más alto de células gliales neocorticales, lo que resulta en una diferencia sexual en los humanos.

#### Capas
Las seis capas del neocórtex, descritas por Brodmann en el laboratorio de Oskar Vogt en 1909 son:
- Capa I o plexiforme externa, es superficial y está en contacto con la piamadre.
- Capas II y III o de células piramidales pequeñas y medianas, la capa II es conocida como capa granular externa, por su reducido tamaño.
- Capa IV o capa granular interna.
- Capa V o de las grandes células piramidales.
- Capa VI o capa de células fusiformes, en contacto con la sustancia blanca.[3]

Las neuronas piramidales en las capas II y III proyectan sus axones hacia otras áreas del neocórtex.
La capa IV es el principal receptor de información sensorial entrante y la distribuye a las otras capas para el procesamiento posterior.
Las capas más profundas V y VI se proyectan fuera del córtex, hacia el tálamo, tronco encefálico y médula espinal.

#### Columnas

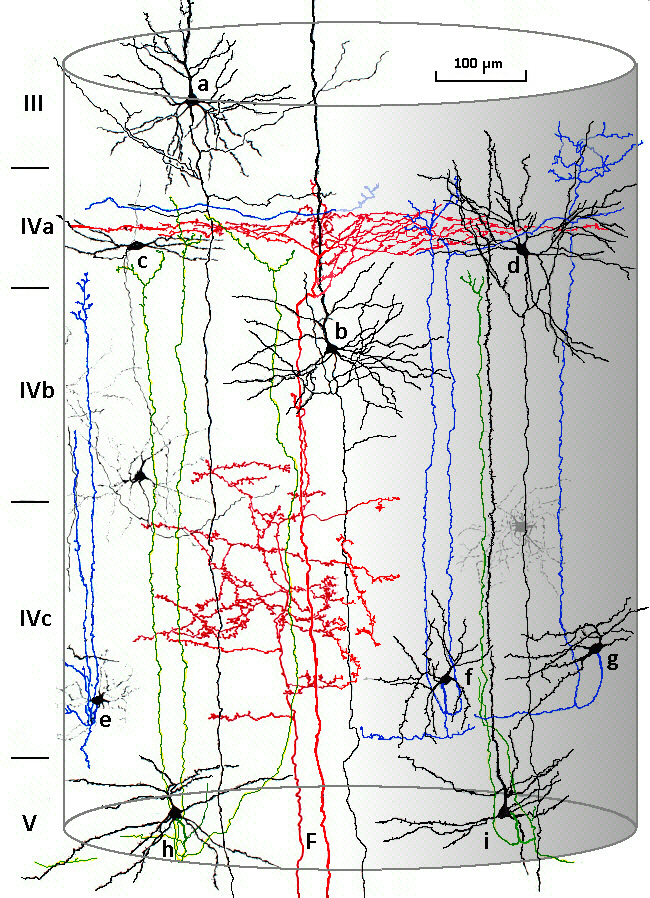
Macro-columna de 500µm en la neocorteza visual. A la izquierda las capas de la neocorteza, en números romanos de III a VI.

La estructura de la neocorteza es relativamente uniforme. El investigador Rafael Lorente de No describió en 1938 los «cilindros verticales» de células como unidades elementales de procesamiento.
Una característica saliente de la neocorteza es la organización en columnas de los cuerpos neuronales, visibles con la tinción de Nissl, en la corteza temporal de humanos y otros primates.
Estas macrocolumnas son pequeños parches del neocórtex, con un diámetro de aproximadamente 0,5 mm (500 µm) y una profundidad de 2 mm descritas en 1953. Las macrocolumnas están conformadas por 60-80 microcolumnas. Cada columna sensorial responde típicamente a un estímulo que representa una cierta parte del cuerpo o la región del sonido o de la visión. Estas columnas son similares y pueden ser consideradas como unidades repetidoras de las funciones básicas del neocórtex. En los humanos, el neocórtex visual consiste de aproximadamente medio millón de estas columnas, cada una de las cuales contiene aproximadamente 60 000 neuronas.
La minicolumna (a veces denominada microcolumna), conteniendo 80 a 100 neuronas, es el nivel más pequeño de organización vertical en la corteza. Estas minicolumnas tienen un origen embriológico y representan una unidad anatómica y funcional.
El número de neuronas que se encuentran por debajo de un milímetro cuadrado (1 mm²) de la neocorteza de primates, calculado en 2008, mostró un promedio de 84 neuronas/mm².

## Funciones
El neocórtex controla las capacidades cognitivas: memorización, concentración, autorreflexión, resolución de problemas, habilidad de escoger el comportamiento adecuado. También juega un papel importante en funciones como la percepción sensorial, la generación de órdenes motrices, razonamiento espacial, el pensamiento consciente y, en los humanos, el lenguaje.
Sin embargo, a pesar de ser el lugar donde residen la formación y elaboración de las funciones cerebrales más complejas, apenas existen diferencias moleculares o celulares con respecto a otras áreas cerebrales. Así, lo que condiciona la especialización del neocórtex no son tanto sus características biológicas como su capacidad para generar, modificar y regular el amplio número de sinapsis, conformando una estructura dinámica funcional capaz de regular y dirigir el flujo de información establecido entre los distintos circuitos neuronales existentes.
El córtex cerebral consiste básicamente de dos poblaciones neuronales antagónicas, que difieren en su funcionalidad. Una gran población de neuronas piramidales, que liberan aminoácidos excitatorios (principalmente glutamato), conectadas recíprocamente con el tálamo y entre sí. La otra población más reducida de neuronas inhibitorias, principalmente GABA-érgicas, que conforman circuitos locales, con las neuronas piramidales y entre sí.

## Evolución del neocórtex
El neocórtex no es una parte del cerebro exclusiva del Homo sapiens, sino que también está presente en los primates en general. Originalmente se atribuía la evolución del neocórtex al cambio de estilo de vida de algunos primates, como por ejemplo la impuesta por el bipedismo o el cambio de dieta.
Sin embargo, los investigadores Aiello y Dunbar encontraron más bien una relación directa entre el tamaño del neocórtex y la cantidad de miembros que forman grupos sociales. Cuanto más grande es el grupo social, mayor es el neocórtex. Esto da un indicio de que el desarrollo y evolución del neocórtex (y de la inteligencia) fue impulsado principalmente por la necesidad de mantener complejas relaciones sociales (como la cooperación, la competencia, la alianza, el engaño, etc). Córvidos tales como cuervos y urracas no poseen neocórtex.